# 德国联邦铁路10型蒸汽机车

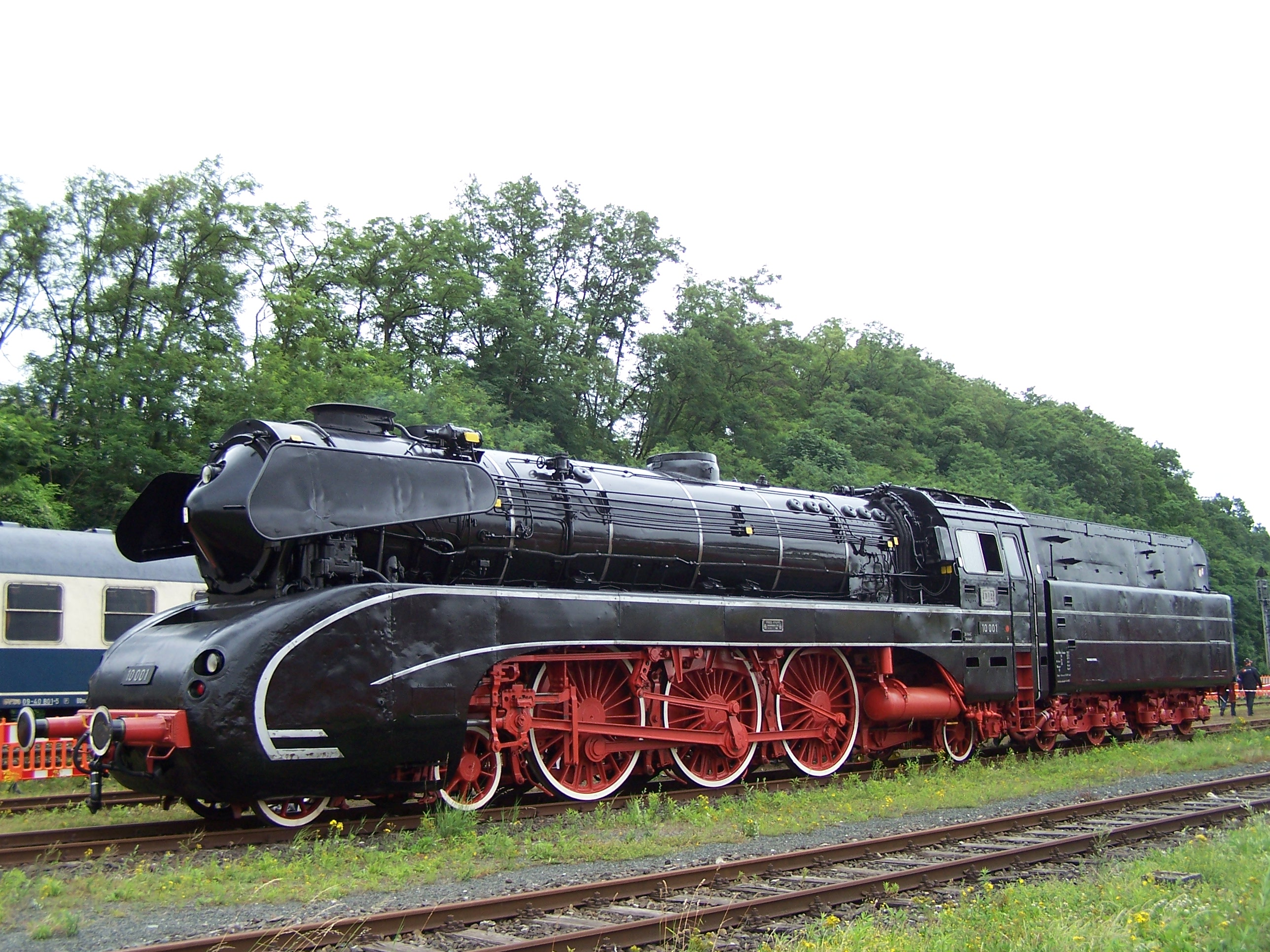
10 001号，摄于2007年

10型蒸汽机车（BR10）是德国联邦铁路在二战后设计制造的快速客运蒸汽机车，其外形成优美的流线型，因此获得了“黑天鹅”的雅号。

## 历史
10型蒸汽机车是克虏伯在1957年为德国联邦铁路全新设计的车型，其目的是用来替换使用多年的01型及01.10型。制造出的两辆样车分别叫做10 001和10 002。该型机车装有圆锥状烟箱门，车头呈流线型，并将汽缸容纳其中，不仅可以降低风阻，还可以避免异物进入及冷却过快。锅炉为全焊接结构，与1953年01.10型换装的锅炉完全一样。该型机车使用全新设计的T40型四轴煤水车。10型机车轴重超过22吨，使得德国国内很多铁路都不能承受其重量。虽然10型机车拥有多项改进技术，并且有效降低了维护费用，但内燃及电力动力的时代已经到来，因此10型机车仅有这两辆原型车，没有量产。不过这两辆机车也并非完全相同，最明显的一点就是生火方式不同。在10 001号上，燃油生火只是一种辅助方式，而10 002号则完全依赖燃油生火。
由于轴重过大，10型机车的活动被严格限制到部分铁路干线上。1962年，这两辆机车被分配到Bebra机务段，在1967年3月20日被分配到 Kassel段之前10型机车一直同01.10型机车一起牵引普通快车（fast-stopping services，大致相当于中国的普快列车）及特快列车。从1967年3月21日至1968年1月初，10 001号一直都在牵引E 387/388 次列车，从没有间断过。而002号则在1967年1月的一次连杆损坏之后退役，10 001号则在1968年6月退役。之后，10 001号被德国蒸汽机车博物馆收藏，002号则在1972年被拆解。
10型机车其实是颇受工作人员欢迎的机车。10型机车之所以拥有短暂的服役生涯主要是因为缺乏足够的备件，而并非一般所讲的是由于易于损坏。